# Stazione di Sarnen
La stazione di Sarnen è la principale stazione ferroviaria a servizio dell'omonima città svizzera, posta sulla ferrovia del Brünig. È gestita dalle Zentralbahn. È uno dei quattro capoluoghi di cantoni svizzeri a non avere più collegamenti con la rete delle FFS.

## Storia
La stazione fu attivata il 13 giugno 1888, in occasione dell'apertura della tratta Lucerna-Brienz della ferrovia del Brünig (Lucerna-Interlaken).

## Strutture ed impianti
La stazione dispone di 2 binari dotati di marciapiede per il servizio passeggeri. Sono presenti un moderno fabbricato viaggiatori in legno, una copertura al binario adiacente al fabbricato viaggiatori e delle pensiline all'altro binario.

## Movimento
La stazione è servita da treni a cadenza semioraria sulla relazione Lucerna - Giswil (linea S5 della rete celere di Lucerna), treni alle ore di punta sulla relazione Lucerna - Sachseln (linea S55 della rete celere di Lucerna) e treni a cadenza oraria InterRegio Luzern-Interlaken Express sulla relazione Lucerna - Interlaken Est.

## Servizi
Nella stazione sono presenti:
- Biglietteria a sportello
- Biglietteria automatica
- Sala d'attesa
- Deposito bagagli con personale
- Deposito bagagli automatico

Sono inoltre presenti un parcheggio di interscambio e, in fasce orarie prestabilite, servizi di cambio valuta, di spedizione di bagagli all'aeroporto di Zurigo, un punto Western Union e servizi di noleggio di biciclette ed automobili.

## Interscambi
- Fermata autobus[7]